# Aspalathus alpestris
Aspalathus alpestris är en ärtväxtart som först beskrevs av George Bentham, och fick sitt nu gällande namn av Rolf Martin Theodor Dahlgren. Aspalathus alpestris ingår i släktet Aspalathus och familjen ärtväxter. Inga underarter finns listade i Catalogue of Life.